# غندمكار السفلي (ميانكوه)
غندمکار السفلی (بالفارسية: گندمکار سفلی) هي قرية تقع في إيران في Miankuh Rural District. يقدر عدد سكانها بـ 813 نسمة .